# Pericyma ligilla
Pericyma ligilla är en fjärilsart som beskrevs av Achille Guenée 1852. Pericyma ligilla ingår i släktet Pericyma och familjen nattflyn. Inga underarter finns listade i Catalogue of Life.